# Pallasiola quadrispinosa
Pallasiola quadrispinosa is een vlokreeftensoort uit de familie van de Gammaridae. De wetenschappelijke naam van de soort werd in 1867 voor het eerst geldig gepubliceerd door Georg Ossian Sars.